# 我愛上流
《我愛上流》（英語：Fun With Dick And Jane），2005年首映的喜劇電影，由迪恩·派瑞薩特執導，賈德·阿帕圖及尼古拉斯·斯托勒編劇，占·基利與蒂雅·李歐妮主演。

## 情節
狄克、珍與他們的兒子──比利，一家三口子的生活過得非常美滿，有自己的屋、車、一隻可愛的狗與及即將完成的漂亮花園。可惜，他的老闆──傑克知道自己的集團將倒閉而拋售手上的股票，還讓狄克升任副總裁及上電視財經節目接受訪，其實是讓他當替死鬼。狄克知道升遷的事後，更讓妻子辭去旅行社的工作，專心在家照顧兒子。
可憐的狄克在電視接受訪問時才知道集團快將倒閉的事，最後集團倒閉，數千員工與狄克一樣變成失業大軍。幾個月後，狄克兩夫婦仍找不到工作，而他們的積蓄也快花光。他們為此變賣家當，但這樣也撐不到很久。終於，狄克收到銀行寄來的警告信，若果他們再不交屋子的分期付款，他們便面臨被銀行收回物業，於是，兩夫婦唯有兵行險著......

## 演員
- 占·基利飾演狄克·哈普
- 蒂雅·李歐妮飾演珍·哈普
- 亞歷·鮑德溫飾演傑克·麥克卡里斯特
- 理查德·詹金斯飾演法蘭克·巴斯康
- 亞倫·米高·佐臣飾演比利·哈普